# Pterygota bequaertii
Pterygota bequaertii är en malvaväxtart som beskrevs av De Wild.. Pterygota bequaertii ingår i släktet Pterygota och familjen malvaväxter. Inga underarter finns listade i Catalogue of Life.